# Сребрна крила
Сребрна крила је југословенска и хрватска поп рок група из Загреба. Представља прву праву хрватску дечачку групу.

## Историја

### Оснивање и првих десет албума (1978—1987)
Састав је 1978. године основао Владо Калембер, који је био вокални солиста и басиста.
Крила су овако постојала три године, када је Калембер доносио Југотону демо материјале које му је комисија редовно одбијала. Он је стога лично отишао до композитора Ђорђа Новковића коме је донио снимке. Новковић је био први који је рекао да састав добро звучи. Обећао је да ће им направити песму, што је истог дана и урадио написавши Ану која је постала највећи хит лета; била је најслушанија песма на свим радијским станицама, а да нико није знао ко пева — будући да су у Водицама цело лето свирали Јелавић и Калембер а у Загребу били Душко Мандић и Ади Караселимовић.
Некад у ово време је у Сребрним крилима био и Данијел Поповић, ког је Калембер избацио из састава „јер се правио важан”. Октобра те године позвао их је познати ТВ водитељ Саша Залепугин у своју гледану емисију Недјељно поподне, што је допринело популарности групе. Након овога свирали су по 200 концерата у години. Први концерт у Загребу био је 1979. године. Били су такође омиљени у Бугарској и СССР-у, а врхунац успеха био је 1983. у Москви; наиме, за десет концерата су распродали дворану која прима 25.000 људи — укупно 250.000 продатих карата.
Прва ЛП плоча, коју је група издала 1978, убрзо је постала сребрна плоча; на њој се налазе хитови О, Ана, Лили и Прва ноћ са њом. Својим албумом првенцом обарају све рекорде продаје, а исти постаје најтиражнији дебитантски албум који се продао у 620.000 примерака.
Популарна песма Нек’ живи љубав, коју је компоновао Новковић, изашла је на албуму Срео сам љубав из прве пјесме (1980); 1984. године је објављен и ЛП Нек’ живи љубав.
Калембер је са Крилима издао 10 албума, али од 1986. године састав преузима клавијатуриста Мустафа Исмаиловски — Муц (јер се Калембер посвећује соло каријери и у дуету са Изолдом Баруџијом иде на Евросонг, песмом Ћао, аморе за коју снимљен и ЛП).

### Женско раздобље и такмичења (1988—2000)
Након Калемберовог одласка, на место вокала долазе певачице. У овом женском раздобљу смењивале су се Лидија Асановић (1988—1989), Влатка Покос (1989—1994), Влатка Гракалић (1994—2000) и Барбара Вујевић (1994—2000).

#### Песма Евровизије
На место вокала у групи 1988. дошла је Лидија Асановић, која је до тада била у саставу београдске групе Последња игра лептира. Са Асановићевом, која је захваљујући песми Дечко, хајде о’лади већ била увелико популарна на простору бивше Југославије, Сребрна крила су победила на Југовизији 1988. године и отишла на Евровизију, која је одржана у главном граду Ирске, Даблину. Песмом Мангуп, састав Сребрна крила са 87 поена заузео је одлично 6. место, што је један од најбољих резултата Југославије на Евровизији.
У периоду док је Асановићева била вокал Сребрних крила, настале су песме Мангуп, Судбино проклета, Полети голубе, Тумба тумбо-бо, Словенка, Весна Веснице, Ана, Још ме пољуби, Кестен и папричица, Идем даље, Гад, Докторе помозите...

#### Даље мењање вокала и пауза
Асановићева је напустила Сребрна крила 1991. године, а на њено место дошла је Влатка Покос, која је након Калембера и Асановићеве и сама препевала песму Ана — изведба која није била задовољавајућа.
Након Покосове, на месту вокала се ’90-их година мењају певачице Влатка Гракалић и Барбара Вујевић. Међутим, група не успева да поврати популарност какву је имала за време Владе Калембера и Лидије Асановић;
нестаје са сцене смрћу Исмаиловског 1999. године.

### Ново окупљање (2012)
Пролећа 2012, бенд се поново окупља са Калембером као вокалом (и басистом), Јелавићем као гитаристом и Пинтарићем као бубњарем — ради концерта 1. јула 2012. на загребачком Бундеку и великог повратка на сцену. Након извођења старих хитова као што су Ана, Ја нисам коцкар и Закуни се, љубави на језеру, на турнеји повратка уговорили су још десетак концерата у Словенији, Хрватској и регији.
За крај августа 2012. године били су најавили излазак свог студијског албума за повратак, под називом Сребрна крила 2012, који је и издао Кроација рекордс те године. Неке од нових песама са овог албума су Јеси ли иког’ вољела тако, Ноћас сам несретан, Сва’ко има неког (кога више нема) (дует са Нушом Дерендом), Поноћ је, Ти више ниси ти, Причај ми...
Калембер је на питања о ’распаду’ одговорио следећим речима:
| „ | Ми се никад нисмо распали, само смо направили паузу од 25 година. | ” |

## Фестивали
- 1981. Југословенски избор за Песму Евровизије (Евросонг) — Кулминација, треће место
- 1982. Опатија — Романи (и вокална група Загрепчанке)
- 1982. Југословенски избор за Песму Евровизије — Ромео и Јулија (са Моником Мони Ковачић), четвтро место
- 1983. Опатија — Праштам / Сезаме, отвори се
- 1984. МЕСАМ — Опрости за све
- 1988. Југословенски избор за Песму Евровизије — Мангуп, победничка песма
- 1988. Евросонг — Мангуп, шесто место
- 1988. МЕСАМ — Весна, Веснице
- 1989. Цавтат фест — Докторе, помозите
- 1992. Степинчева катедрала — Марија
- 1993. Сплит — Љуби ме ноћас
- 1993. Задар — Вино љубави
- 1993. Загреб — На модром небу изнад Загреба
- 1994. Сплит — Ако се икада сјетиш
- 1994. Задар — Довиђења
- 1995. Дора, Опатија — Љубав је за људе све
- 1995. Сплит — Води ме
- 1995. Сплит — Реци љубави
- 1996. Дора, Опатија — Дивно је знати, да нетко те воли
- 1997. Хрватски радијски фестивал — Боли ме
- 1997. Арена фест, Пула — Нека буде ноћас к’о што желиш ти
- 1998. Хрватски радијски фестивал — Кажи
- 2013. Етнофест Неум — Поноћ је
- 2016. Етнофест, Неум — Ја сам човјек с гријеха три

## Састав

### Садашњи чланови
- Владимир „Владо” Калембер: вокал, бас (1978—1986, 2012—данас)
- Давор „Дадо” Јелавић — Жути: гитара (1978—1981, 2012—данас)
- Славко Пинтарић — Пишта: бубњеви (1981—2000, 2012—данас)

### Бивши чланови
- Ади Караселимовић: бубњеви (1978—1981)
- Душко Мандић: гитара (1978—1984)
- Мустафа „Муц” Исмаиловски: клавијатуре (1979—2000)
- Лидија Асановић: вокал (1988—1989)
- Влатка Покос: вокал (1989—1994)
- Влатка Гракалић: вокал (1994—2000)
- Барбара Вујевић: вокал (1994—2000)

### Остали чланови
Рената Кончић, познатија као Минеа, својевремено је — у једној песми, 1993. — била вокал Сребрних крила. Наташа Сладић, познатија као Ванеса, такође је — на једном ЕП-у, 1994. — била вокал Крила.

### Позвани музичари
Влатко Калембер је позивао Рајка Дујмића да наступа с Крилима, но Дујмић је одлучио остати веран Новим фосилима.

## Дискографија
Све албуме (осим неких* компилација и др.) Сребрних крила је објавио Југотон или Кроација рекордс.
- 1978: Ана / Реци, мала [сингл]
- 1978/1979: Волио сам Тању (и ноћу и дању) / Ја нисам коцкар [сингл]
- 1979: Закуни се, љубави / Било ми је тешко, било ми је жао [сингл]
- 1979: Сребрна крила
- 1979: Лили / Сањар луталица [про]
- 1980: Ја сам само један од многих са гитаром
- 1980: Срео сам љубав из прве пјесме
- 1980: Љубио сам Наду у студентском граду / Шеснаест година [сингл]
- 1981: Ша-ла-ла
- 1981: Кулминација / Разгледница из провинције [сингл, промо]
- 1982: Јулија и Ромео — 14 највећих хитова (1979–1982) [компилација]
- 1982: Задња плоча
  - 1983:  [енглеска верзија албума Задња плоча; Канада]
- 1983: Дјевушка
- 1984: Ћао, аморе [ЛП; Изолда и Владо]
- 1984: Успомене
- 1984: Нек’ живи љубав
- 1984: Југотон експрес [2×ЛП, промо; радио-интервјуи са Зринком Тутићем]
- 1986: 30° у хладу
  - 1986: Синиша [сингл, промо]
- 1988: Мангуп
  - 1988:  [енглеска верзија албума Мангуп; Ирска]
- 1988: Полети голубице
- 1991: Зашто нисам миљеница судбине
- 1993: На модром небу изнад Загреба / Сјети се [сингл, промо]
- 1995: Љубав је за људе све
- 1996: Тамо гдје љубав станује
- 1998: Небо види, небо зна
- 1998: Сањари и луталице* [ЦД, албум, компилација]
- 1999: Мега хитови? [компилација]
- 2001: Златна колекција [ЦД, компилација]
- 2001: За добра стара времена* [ЦД, 2×компилација; Нови фосили и Сребрна крила]
- 2002: Године хитова (1979–1982)* [ЦД, компилација]
- 2007:  [2×ЦД, компилација]
- 2009: * [ЦД, компилација; Нови фосили и Сребрна крила]
- 2011: Мега хитови [2×ЦД, компилација]
- 2012: 2012
- 2015: The Best of Collection [компилација]
- 2016: Ја сам човјек с гријеха три [сингл; ЦД, албум, компилација: 21. Етнофест Неум 2016.]
- 2017: Још да ми те једном љубити [сингл]